# 양사도
양사도(중국어 정체자: 梁師都, 간체자: 梁师都, 병음: Liáng Shīdū 량스두[*], ?~628년 6월 3일)는 중국 수말당초 시기의 군웅이다. 동돌궐과 연합하였고, 양의 황제를 자칭했으나 이세민에게 평정된다.
10년 이상 지금의 산시성 북부와 내몽골 서부 지역을 지배하며 당나라에 저항한 마지막 군웅이었다. 이후 당 조정에 항복할 마음을 품은 사촌인 양락인에게 살해되어 세력이 무너졌다.